# Българизация
Българизация (на английски: Bulgarisation), също известно като побългаряване (на английски: Bulgarianisation), е разпространението на българската култура извън българското етническо пространство. В исторически план неуспешните усилия за насилствена асимилация в България са били насочени предимно към мюсюлманите, най-вече към българските турци, но неислямските групи също са били изправени пред асимилация.

## Малцинствата вНародна република България
В началото Съветският съюз, използвайки влиянието си в Коминтерна се опитва да създаде в България множество етнически малцинства в страната, включително Добруджанска нация, Македонска нация, Тракийска нация и други, като целта е да се намали тежестта на българската  нация на Балканите при създаването на Балканска федерация. След смъртта на Сталин през 1954 г. Тодор Живков става лидер на Българската комунистическа партия и на страната като цяло. Под управлението му се започват и опити за отстраняване на Сталинистките концепции по националния въпрос и концепцията за българската нация е допълнително развита и нови кампании за българизация са провеждани. Основен фактор се оказва и проблемът за непрекъснатите етнически чистки извършвани в съседните на България страни след 1878 г., както и чист геноцид извършван в редица региони като например Армения и Вардарска Македония. 
Идеята, че българските турци имат общ славянски и християнски произход с българите, възниква през 60-те години по време на управлението на Живков. Привеждат се доказателства, че Османската империя е планирала и изпълнила „ислямизацията“ и „турцизацията“ на България. През 1985 г. висш официал на Българската комунистическа партия обявява, че „българската нация няма части на други народи и нации“.
Отличителна сред кампаниите за българизация по време на управлението на Живков е „Възродителният процес“, опит през 80-те години да асимилира турското население на България. По време на „Възродителния процес“ усилията за асимилация се увеличават, а мюсюлманите, които още не са били принудени да приемат нови български имена, се принуждават да го направят. „Възродителният процес“ е последван от „Голямата екскурзия“, което води до изгонването на над 300 000 български турци от страната. След падането на Тодор Живков „Възродителният процес“ е прекратен и хората са свободни да си върнат предишните имена или да приемат имена, които желаят. Въпреки това някои от хората, които са принудени да приемат българско име, продължават да използват и двете си имена.

### Днешно време
Въпреки историческите напрежения с мюсюлманското малцинство сегашната конституция на България осигурява свобода на религията, макар и да признава Българската православна църква като „традиционната религия“ на България. Въпреки че драстичните политики за принудителна асимилация вече не са в сила, идеята за планиран „геноцид“, извършен от османците срещу етническите българи, се запазва.

## Специфични етнически групи

### Власи
Освен Възродителния процес Българизацията засяга основно власите (румънците в България), които биват асимилирани до голяма степен.

## Пропагандно използване на термина
Македонистките организации и активисти и правителствата на СР Македония и следюгославска Македония системно обвиняват България в "българизация" на "македонците" в Пиринска Македония и други части на България, но в действителност македонската нация е създадена през втората половина на 20-ти век извън Българската държавна територия. Основа за тези претенции са проведената насилствена дебългаризация на Пиринска Македония през периода 1944 - 1963, за чието "обсноваване" са осъществени и 2 манипулирани преброявания на населението - през 1946 директивно са записани 70% "етнически" македонци, а при второто това става под влияние на спомените за предишното преброяване и чрез записване на данните в личните документи, според които населението на Пиринско е предимно "македонско", и в резултат са при тях са записани над 180000 "македонци" в България, при липса на такива при преброяването през 1934-та. Но въпреки тези политики в нито една част на Българската държава не се формира значима група на граждани с македонско народностно самосъзнание.

## Вижте още
- Сърбизация
- Македонизъм
- Турцизация
- Елинизация